# Життя з богами

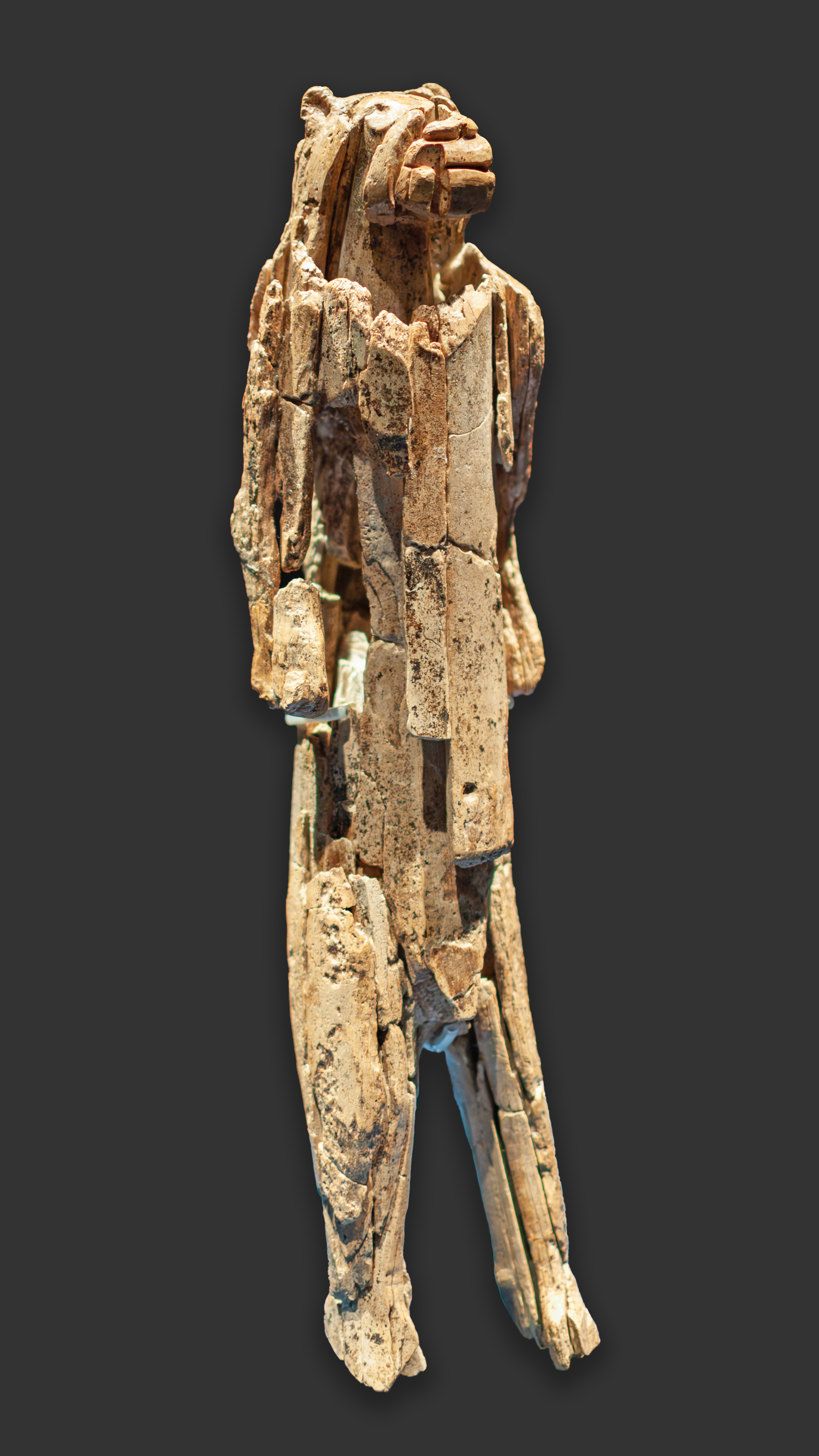
Артефакт «Людина-Лев».

«Жити з Богами» — це 30-серійний серіал BBC Radio 4, представлений Нілом МакГрегором, колишнім директором Британського музею. Він досліджує людські суспільства та те, що МакГрегор описує як «зв'язки між структурами переконань і структурами суспільства». Серія досліджує артефакти від 40 000-річної скульптури людини-лева до сучасного хреста Лампедузи, створеного Франсіско Туччіо у відповідь на потоплення біженців біля острова Лампедуза у 2013 році.

В серії «Життя з багатьма богами» МакГрегор пояснив:
«Вибрати назву для цього серіалу виявилося надзвичайно важко, тому що, хоча деякі народи мають багато богів, є інші, які визнають лише одного, є і такі для яких навіть ідея „богів“ у множині є образливою. Крім того, є народи, які ділять навколишній світ з духами або мінливими надприродними істотами, які не відповідають нашому розумінню бога. І деякі народи, такі як Радянська Росія, намагалися офіційно жити без Бога взагалі. У кожному випадку наслідки для суспільства є глибокими»
Серіал супроводжував виставку в Британському музеї, яка тривала до 8 квітня 2018 року.

## Рецепція
Журналістка з New Statesman, Антонія Квірк запитала: "Що робить Ніла МакГрегора найкращим ведучим на радіо BBC? Його новий 30-серійний серіал «Жити з богами» про об'єкти, пов'язані з віруваннями, церемоніями та ритуалами, починається 23 жовтня (BBC Radio 4, 9:45 ранку), і, прослухавши перші кілька епізодів, стає зрозуміло, що серіал дуже схожий з «Цивілізації» Кеннета Кларка чи "Сходження людини «Якова Броновського. Ніхто з них не мав надії знайти зараз місце на телебаченні».